# Лодыговице (гмина)
Лодыговице (пол. Łodygowice) — сельская гмина (волость) в Польше, входит как административная единица в Живецкий повет, Силезское воеводство. Население — 13 279 человек (на 2004 год).

## Демография
| Перепись                       | Всего   | Всего | Женщины | Женщины | Мужчины | Мужчины |
| ------------------------------ | ------- | ----- | ------- | ------- | ------- | ------- |
| Единицы                        | человек | %     | человек | %       | человек | %       |
| Население                      | 13 279  | 100   | 6817    | 51,3    | 6462    | 48,7    |
| Плотность населения (чел./км²) | 377,2   | 377,2 | 193,7   | 193,7   | 183,6   | 183,6   |

## Сельские округа
1. Берна
2. Лодыговице
3. Петшиковице
4. Зажече

## Соседние гмины
1. Гмина Бучковице
2. Гмина Чернихув
3. Гмина Липова
4. Гмина Вильковице
5. Живец